# Alan Mowbray
Alan Mowbray (nascido Alfred Ernest Allen; Londres, 18 de agosto de 1896 – Hollywood, 25 de março de 1969) foi um ator britânico de cinema e teatro, que encontrou o sucesso em Hollywood durante a era do cinema mudo.

## Filmografia parcial
- God's Gift to Women (1931)
- The Man in Possession (1931)
- Guilty Hands (1931)
- Alexander Hamilton (1931)
- Two Against the World (1932)
- Our Betters (1933)
- A Study in Scarlet (1933)
- Vogues of 1938 (1937)
- Merrily We Live (1938)
- Topper Takes a Trip (1939)
- Music in My Heart (1940)
- Curtain Call (1940)
- The Boys from Syracuse (1940)
- I Wake Up Screaming (1941)
- That Uncertain Feeling (1941)
- That Hamilton Woman! (1941)
- Holy Matrimony (1943)
- So This Is Washington (1943)
- His Butler's Sister (1943)
- Sunbonnet Sue (1945)
- Captain from Castile (1947)
- The Man Who Knew Too Much (1956)
- The King and I (1956)
- Around the World in Eighty Days (1956)
- A Majority of One (1961)